# 克吕阿斯核电站
克吕阿斯核电站（法語：Centrale nucléaire de Cruas）是法国的一座核电站，位于阿尔代什省克吕阿斯和梅斯，北距特里卡斯坦核电站35公里，临近蒙特利马尔。核电站始建于1978年，反应堆于1983-1984年间建成。面积148公顷，工人约1200名，有4个压水反应堆，每个900MW，总功率3600MW，占法国电力生产的4-5%，占罗讷-阿尔卑斯地区年使用量的40%。核电站冷却水来自罗讷河。